# 漢貝格冰川
漢貝格冰川（英語：Hamberg Glacier）是南極洲的冰川，位於南喬治亞島，從蘇加托普山延伸至莫雷納灣，由瑞典探險隊繪入地圖，以該國的地理學家命名，現時由英國海外領土管轄。